# 1856 v loďstvech
Tento článek obsahuje významné události v oblasti loďstev v roce 1856.

## Lodě vstoupivší do služby
- 20. února –  USS Merrimack – fregata
- 18. srpna –  USS Wabash – fregata